# PolyGram
PolyGram – holenderska wytwórnia płytowa. 

## Charakterystyka
Powstała w 1962 w ramach firmy Philips Records, utworzonej z powołanego w końcu lat 40. XX wieku przedsiębiorstwa Philips Phonografische Industrie (PPI), należącego do koncernu Philips. Wytwórnia działała nieprzerwanie przez ponad trzydzieści lat, w tym na rynku polskim (jako PolyGram Polska), w maju 1999 została sprzedana spółce Seagram, która następnie weszła w skład Universal Music Group.